# Botswana az 1984. évi nyári olimpiai játékokon
Botswana az egyesült államokbeli Los Angelesben megrendezett 1984. évi nyári olimpiai játékok egyik részt vevő nemzete volt. Az országot az olimpián 2 sportágban 7 sportoló képviselte, akik érmet nem szereztek.

## Atlétika
Férfi
| Versenyző              | Versenyszám | Előfutam | Előfutam | Előfutam | Negyeddöntő | Negyeddöntő | Negyeddöntő | Elődöntő | Elődöntő | Elődöntő | Döntő         | Döntő         |
| Versenyző              | Versenyszám | Idő      | Hely.    | Össz.    | Idő         | Hely.       | Össz.       | Idő      | Hely.    | Össz.    | Idő           | Helyezés      |
| ---------------------- | ----------- | -------- | -------- | -------- | ----------- | ----------- | ----------- | -------- | -------- | -------- | ------------- | ------------- |
| Kgosiemang Khumoyarano | 100 m       | 11,49    | 7.       | 81.      | kiesett     | kiesett     | kiesett     | kiesett  | kiesett  | kiesett  | kiesett       | kiesett       |
| Joseph Ramotshabi      | 400 m       | 48,11    | 6.       | 59.      | kiesett     | kiesett     | kiesett     | kiesett  | kiesett  | kiesett  | kiesett       | kiesett       |
| Joseph Ramotshabi      | 800 m       | 1:48,17  | 5.       | 36.      | kiesett     | kiesett     | kiesett     | kiesett  | kiesett  | kiesett  | kiesett       | kiesett       |
| Kgomotso Balotthanyi   | 1500 m      | 3:58,69  | 8.       | 47.      |             |             |             | kiesett  | kiesett  | kiesett  | kiesett       | kiesett       |
| Wilson Theleso         | Maraton     |          |          |          |             |             |             |          |          |          | 2:29:20       | 55.           |
| Johnson Mbangiwa       | Maraton     |          |          |          |             |             |             |          |          |          | 2:48:12       | 76.           |
| Bigboy Matlapeng       | Maraton     |          |          |          |             |             |             |          |          |          | nem ért célba | nem ért célba |

## Vitorlázás
Nyílt
| Versenyző    | Versenyszám | Futam | Futam | Futam | Futam | Futam | Futam  | Futam | Pontszám | Helyezés |
| Versenyző    | Versenyszám | 1     | 2     | 3     | 4     | 5     | 6      | 7     | Pontszám | Helyezés |
| ------------ | ----------- | ----- | ----- | ----- | ----- | ----- | ------ | ----- | -------- | -------- |
| Derek Hudson | Finn dingi  | 30,0  | 33,0  | 31,0  | 32,0  | 33,0  | (35,0) | 30,0  | 189,0    | 27.      |